# Цканьян, Сергей Дмитриевич
Сергей Дмитриевич Цканьян (18 июня 1997, Горячий Ключ, Краснодарский край) — российский футболист, полузащитник клуба «Худжанд».

## Биография
Воспитанник краснодарской «Кубани». Проходил военную службу в спецназе Главного управления Генерального штаба ВС РФ. Начинал свою взрослую карьеру в коллективах Чемпионата Краснодарского края. С 2020 года выступал за команды второго дивизиона «Туапсе» и «Динамо» (Ставрополь). В сезоне 2021/2022 гол Цканьяна в ворота клуба «Кубань Холдинг» вошел в десятку самых красивых мячей первой части турнира ФНЛ-2.
В марте 2022 года полузащитник подписал контракт с коллективом таджикской Высшей лиги «Худжанд». 11 апреля забил свой первый мяч в местной элите в поединке против «Равшана» (3:0). Зимой следующего года хавбек перешел в киргизский клуб «Абдыш-Ата».
1 сентября 2023 года был внесён в заявку клуба «Кубань Холдинг» из станицы Павловской.
Зимой 2024 года снова вернулся в «Худжанд», подписав контракт до конца сезона 2024